# 日本とスロベニアの関係
日本とスロベニアの関係（スロベニア語: Odnosi med Japonsko in Slovenijo、英語: Japan–Slovenia relations） では、日本とスロベニアの関係について概説する。

## 両国の比較
|             | スロベニア                  | 日本                           | 両国の差                   |
| ----------- | --------------------------- | ------------------------------ | -------------------------- |
| 人口        | 208万7946人（2019年）       | 1億2626万人（2019年）          | 日本はスロベニアの約60.5倍 |
| 国土面積    | 2万273 km²                  | 37万7972 km²                   | 日本はスロベニアの約18.6倍 |
| 首都        | リュブリャナ                | 東京都                         |                            |
| 最大都市    | リュブリャナ                | 東京都区部                     |                            |
| 政体        | 共和制 大統領制             | （民主制）議院内閣制           |                            |
| 公用語      | スロベニア語                | 日本語（事実上）               |                            |
| 国教        | なし                        | なし                           |                            |
| GDP（名目） | 541億7422万米ドル（2019年） | 5兆819億6954万米ドル（2019年） | 日本はスロベニアの約93.8倍 |

## 歴史

### スロベニア前史
6世紀ごろ、南スラブ人が定住する。
14世紀ごろ、神聖ローマ帝国に組み込まれカトリック教会の影響を強く受ける。これにより他のスラブ圏とは異なる文化が形成され、スロベニアの下地となる。
15世紀にはハプスブルク家の所領となり、オーストリア公国、オーストリア大公国、オーストリア帝国、オーストリア＝ハンガリー帝国へと移り変わっていく。
第一次世界大戦敗戦でオーストリア＝ハンガリー帝国解体。セルビア主導の汎スラブ主義に基づき、スロベニア人・クロアチア人・セルビア人国に参加。のちにユーゴスラビアに発展解消。
チトーの死後、1991年にスロベニアはユーゴスラビアから離脱。ユーゴスラビア紛争の嚆矢となる。

### 外交史
戦間期から1990年代初頭にかけては、まだスロベニアは「スロベニア社会主義共和国」という自治共和国としてユーゴスラビア社会主義連邦共和国に属していたため、日本とはそれを介しての交流であった。1991年6月にはスロベニアがいち早くユーゴスラビアからの分離と独立を宣言し、日本は独立宣言にやや遅れて1992年3月17日にスロベニアを国家承認。同年10月12日に外交関係を開設した。それ以降は、スロベニアが独立と同時に資本主義に転じていたため友好的な関係が築かれ、1993年7月よりウィーンの在オーストリア日本国大使館がスロベニアを兼轄していたが、在留邦人が増え交流が深化するに伴って2006年1月に在スロベニア日本国大使館を開設した。一方、スロベニアは外交関係樹立後すぐの1993年2月に東京に在日スロベニア大使館を設置し、1995年12月に初代大使が信任状を捧呈した。

## 外交関係

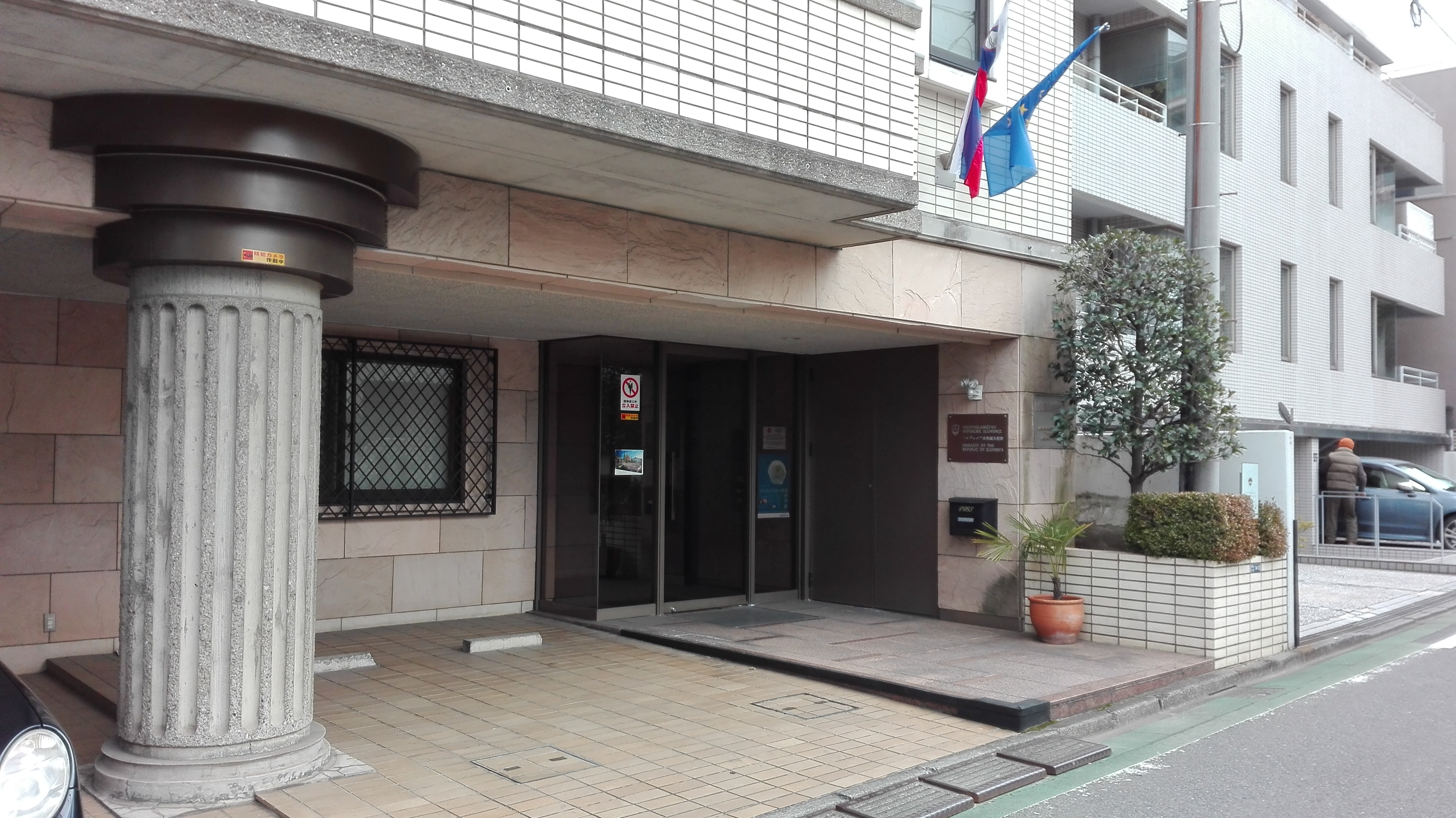
駐日スロベニア大使館全景（東京）

両国間には大きな懸案もなく、友好関係を強化している。1996年には日本で日本・スロベニア友好議員連盟が発足し、一方のスロベニアでは1995年にスロベニア・日本友好議員連盟が結成されている。スロベニアは北大西洋条約機構（NATO）の加盟国であり、日本はアメリカ合衆国との同盟を介してNATOのグローバル・パートナーシップ国となっている事から、安全保障面でも協力関係にある。2012年には両国外交関係樹立20周年を迎え、外務大臣政務官の浜田和幸が日本を代表し、駐日スロベニア大使ドルノウシェク・ゾルコがスロベニアを代表して、両国間で祝意の書簡を交換した。その後の2017年の両国外交関係樹立25周年では、両国首脳（安倍晋三とミロ・ツェラル）と両国外務大臣（河野太郎とカルル・エリヤヴェツ）が祝賀メッセージを交換している。
2013年にはスロベニアの大統領として初めてボルト・パホルが訪日し、当時総理大臣であった安倍晋三と会談を実施している。そこでは、日本側からは旧ユーゴスラビア諸国の中でいち早くEUに加盟し高い技術を持っているスロベニアに注目している旨、スロベニア側からは日本がアベノミクスという新たな経済政策を打ち出している事に注目している旨が述べられ、バルカン半島の平和維持や安保理改革についての意見交換もなされた。2019年10月には即位礼正殿の儀参列のため再びボルト・パホルは日本を訪問し、その際に二度目の会談を実施、バルカン半島における先進地域であるスロベニアと日本との経済協力や北朝鮮核問題についてが話し合われた。
スロベニアの首相としては、2008年にヤネス・ヤンシャが初訪日し、福田康夫と首脳会談を実施した。その後の2014年にはフランスで安倍晋三と当時スロベニア首相のアレンカ・ブラトゥシェクとの、2016年には東京で安倍晋三とスロベニア首相ミロ・ツェラルとの首脳会談も実施されている。特に2016年の訪日首脳会談では安保理改革と日本の常任理事国参入にスロベニアが賛成の意を表明しているほか、首相ミロ・ツェラルは第13回「科学技術と人類の未来に関する国際フォーラム（STSフォーラム）」も出席し、茨城県つくば市の高エネルギー加速器研究機構にも訪問するなど、日本との友好をアピールした。
一方、日本からは2019年8月に外務大臣として初めて河野太郎がスロベニアを訪問し、大統領ボルト・パホルへの表敬を実施して両国の友好的な関係を確認している。また、それ以前の2016年9月には日本の大臣として初めて厚生労働大臣（当時）の塩崎恭久がスロベニアを訪問している。

## 経済交流
ユーゴスラビア社会主義連邦共和国からの独立当初、日本はスロベニアに開発援助を実施。853万円分の機材供与を行ったほか、調査隊の派遣、研修生の受け入れ、専門家の派遣、開発調査などを行った。しかしスロベニアは元々ユーゴスラビアの中では工業化が進んだ地域であり、十日間戦争を除いて国土が戦場にならず順調かつ迅速に独立を達成、ユーゴスラビア紛争とも距離を置く事ができた。そのため独立以前のインフラがそのまま残され、人的な損失もなく高い経済成長を達成した。21世紀に入ると、人間開発指数はポルトガルやギリシャなど南欧諸国に追い付き、2010年には経済協力開発機構への加盟も果たすなど、先進国に分類され始めている。よって日本はスロベニアが欧州連合に加盟した2004年末で開発援助を打ち切っている。
2010年代以降は対等な経済関係を築いており、2014年3月は二国間の経済・ビジネス関係強化のため日本スロヴェニアビジネス協会が日本で発足した。一方のスロベニアでは政府が「ビジネス国際化計画」及びその付属文書として「国際化への課題」を採択。今後、スロベニア政府が経済外交で力を入れていく国を発表し、その「優先市場」の一国として日本を指定した。2019年10月にはリュブリャナで、2020年2月には東京で日・スロベニアビジネスセミナーも開催されている。
企業による交流としては、2016年10月に安川電機が産業用ロボットの欧州製造拠点をスロベニアのコチェーヴィエ市に設置する事を発表し、関西ペイントは塗装事業で世界的な大手であるスロベニアのヘリオス社の株式を買収して同国を起点に欧州市場に本格参入、また住友ゴム工業はスロベニアに医療用精密ゴム部品の工場を新設するなど、日本企業による投資は2010年代以降急増している。
貿易関係は、2017年を例にとれば対スロベニア輸出は141億8千万円、対スロベニア輸入は189億5千万円と日本の赤字貿易となっている。両者ともに輸出しているのは輸送機器や電気機器が多い。

## 文化交流
1995年秋にリュブリャナ大学に日本語コースが新設された。続く1996年からは、国費留学生の受け入れも開始している。
スロベニアでは日本文化に対する関心が他の欧州諸国同様に高まりつつあり、在日スロベニア大使館が主体となって日本文化イベントが複数開催されている。2020年だけでも、1月にはコチェーヴィエ・スロベングラデッツ・リュブリャナ・ビラビポルチェ・イリルスカビストリッツァの五都市で日本文化紹介とそれに伴う着物ショー＆日本髪・茶道レクチャーが行われた。同じく1月には書道のワークショップが開催された。その他、スロベニアで日本の伝統文化と関わる団体としては、
日本教育文化センターである「Genki Center」などが存在する。同様に、若者の間では日本のアニメや漫画といったポップカルチャーも浸透しつつある。
スポーツ面でも交流は盛んで、特にスロベニア出身のサッカー選手が多くJリーグで活躍している。ユーゴスラビア社会主義連邦共和国のスロベニア出身のサッカー選手アミール・カーリッチは1997年にガンバ大阪で活躍していた。そのほか、2008年から2009年にかけてはクレメン・ラフリッチが大宮アルディージャに所属し、大宮アルディージャと浦和レッズにはズラタン・リュビヤンキッチが所属、大宮アルディージャ・名古屋グランパス・清水エスパルスにはミリヴォイェ・ノヴァコヴィッチが所属、ジェフユナイテッド千葉・大宮アルディージャ・栃木SCにはネイツ・ペチュニクが所属経験を有する。
新潟県妙高市はスロベニアのスロベン・グラデッツ市と姉妹都市協定を結び、高校生の訪問団がスロベニアを訪れるなど現在でも交流を継続している。2020年東京オリンピックではその妙高市がスロベニアのホストタウンになっており、また福井県福井市、鹿児島県鹿屋市、石川県小松市もホストタウン登録されている。

## 外交使節

### 駐スロベニア日本大使
- 2023年 ～ 吉田晶子